# Vernou-sur-Brenne
Vernou-sur-Brenne är en kommun i departementet Indre-et-Loire i regionen Centre-Val de Loire i de centrala delarna av Frankrike. Kommunen ligger i kantonen Vouvray som tillhör arrondissementet Tours. År 2022 hade Vernou-sur-Brenne 2 871 invånare.

## Befolkningsutveckling
Antalet invånare i kommunen Vernou-sur-Brenne
Referens:INSEE